# Heineken Cup 2007-2008
Heineken Cup 2007-08 (in inglese 2007-08 Heineken Cup; in francese Coupe d'Europe de rugby à XV 2007-08) fu la 13ª edizione della massima competizione europea per club di rugby a 15.
Si tenne dall’11 settembre 2007 al 24 maggio 2008 tra 24 squadre provenienti da Francia, Inghilterra, Galles, Irlanda, Italia e Scozia nel consolidato formato di sei gironi da quattro squadre ciascuno con passaggio ai quarti della vincitrice di ogni girone più le due migliori seconde.
Lo spareggio preliminare italo-celtico tra le prime non qualificate di Super 10 e Celtic League fu vinto dai gallesi Dragons sull'italiana Calvisano per 23-17.
Per la prima volta nella storia della competizione lo stadio londinese di Twickenham fu utilizzato come sede di semifinale; laddove usato in passato nella fase a play-off, aveva sempre servito come sede di finale; nel 2004-05, invece, era stato utilizzato nella fase a gironi come stadio di casa dell'Harlequins contro Munster.
Per la terza volta la finale si tenne al Millennium Stadium di Cardiff, che a sua volta, compreso anche l'Arms Park, ospitava la sua quarta gara per il titolo; per la terza volta al Millennium fu di scena l'irlandese Munster, che si aggiudicò il suo secondo titolo europeo battendo la francese Tolosa.
Il valore delle marcature, come stabilito dall’IRFB nel 1992, era: 5 punti per ciascuna meta (7 se trasformata), 3 punti per la realizzazione di ciascun calcio piazzato, idem per il drop.

## Formula
Le squadre furono ripartite in sei gironi da quattro squadre ciascuno.
Ai quarti di finale accedettero la prima classificata di ciascuno dei sei gironi più le due seconde migliori classificate per punteggio e differenza punti marcati.
Il punteggio ai fini della classifica fu quello a bonus dell'Emisfero Sud, che per ogni partita prevede:
- 4 punti per la vittoria
- 2 punti ciascuno per il pareggio
- 0 punti per la sconfitta
- 1 punto aggiuntivo per la o le squadre che realizzino almeno 4 mete
- 1 eventuale punto per la squadra sconfitta con sette o meno punti di scarto.

Le squadre prime classificate, in ordine decrescente di punteggio in classifica e, a parità di esso, di differenza punti marcati/subiti, occuparono i posti del seeding da 1 a 6; le seconde classificate, ordinate secondo lo stesso criterio, i posti 7 e 8.
I quarti di finale videro le squadre con il ranking da 1 a 4 affrontare in gara unica sul proprio campo quelle con seeding rispettivamente da 8 a 5 secondo il seguente ordine:
1. seeding 1 – seeding 8
2. seeding 2 – seeding 7
3. seeding 3 – seeding 6
4. seeding 4 – seeding 5

Le due semifinali furono determinate per sorteggio in gara unica, in sede da stabilire a cura di ERC.
La finale si tenne in gara unica al Millennium Stadium di Cardiff.

## Spareggio italo-celtico
| Arbitro: | Paul Debney |

|                                         |      |                        |
| A. Thomas 56’ Charteris 71’ Emerick 79’ | mt   | 36’ Spragg 46’ Bernabò |
| Sweeney 56’, 79’                        | tr   | 46’ de Marigny         |
| Sweeney 30’                             | c.p. | 3’ de Marigny          |

## Squadre partecipanti
| Girone A                   | Girone B                   | Girone C                 |
| -------------------------- | -------------------------- | ------------------------ |
| Benetton (Italia)          | Bourgoin-Jallieu (Francia) | Bristol (Inghilterra)    |
| Newport G.D. (Galles)      | Gloucester (Inghilterra)   | Cardiff Blues (Galles)   |
| London Irish (Inghilterra) | Ospreys (Galles)           | Harlequins (Inghilterra) |
| Perpignano (Francia)       | Ulster (Irlanda)           | Stade français (Francia) |
| Girone D                   | Girone E                   | Girone F                 |
| Biarritz (Francia)         | Clermont (Francia)         | Edimburgo (Scozia)       |
| Glasgow Warriors (Scozia)  | Llanelli Scarlets (Galles) | Leicester (Inghilterra)  |
| Saracens (Inghilterra)     | London Wasps (Inghilterra) | Leinster (Irlanda)       |
| Viadana (Italia)           | Munster (Irlanda)          | Tolosa (Francia)         |

## Fase a gironi

### Girone A
|            | Incontri                  |       |
| ---------- | ------------------------- | ----- |
| 9-11-2007  | Perpignano – Dragons      | 23-19 |
| 10-11-2007 | London Irish – Benetton   | 42-9  |
| 17-11-2007 | Dragons – London Irish    | 17-45 |
| 17-11-2007 | Benetton – Perpignano     | 17-29 |
| 8-12-2007  | Benetton – Dragons        | 33-35 |
| 9-12-2007  | London Irish – Perpignano | 24-16 |
| 15-12-2007 | Dragons – Benetton        | 22-24 |
| 15-12-2007 | Perpignano – London Irish | 23-6  |
| 12-1-2008  | London Irish – Dragons    | 41-24 |
| 12-1-2008  | Perpignano – Benetton     | 55-13 |
| 19-1-2008  | Dragons – Perpignano      | 0-25  |
| 19-1-2008  | Benetton – London Irish   | 11-24 |

#### Classifica
| Pos | Squadra      | G | V | N | P | PF  | PS  | P±   | BP | PT |
| --- | ------------ | - | - | - | - | --- | --- | ---- | -- | -- |
| A1  | London Irish | 6 | 5 | 0 | 1 | 182 | 100 | 82   | 4  | 24 |
| A2  | Perpignano   | 6 | 5 | 0 | 1 | 171 | 79  | 92   | 2  | 22 |
| A3  | Newport G.D. | 6 | 1 | 0 | 5 | 117 | 191 | −74  | 4  | 8  |
| A4  | Benetton     | 6 | 1 | 0 | 5 | 107 | 207 | −100 | 1  | 5  |

### Girone B
|            | Incontri                      |       |
| ---------- | ----------------------------- | ----- |
| 9-11-2007  | Ulster – Gloucester           | 14-32 |
| 10-11-2007 | Ospreys – Bourgoin-Jallieu    | 22-15 |
| 16-11-2007 | Gloucester – Ospreys          | 26-18 |
| 16-11-2007 | Bourgoin-Jallieu – Ulster     | 24-17 |
| 7-12-2007  | Ospreys – Ulster              | 48-17 |
| 7-12-2007  | Bourgoin-Jallieu – Gloucester | 7-31  |
| 14-12-2007 | Ulster – Ospreys              | 8-16  |
| 15-12-2007 | Gloucester – Bourgoin-Jallieu | 51-27 |
| 11-1-2008  | Ulster – Bourgoin-Jallieu     | 25-24 |
| 12-1-2008  | Ospreys – Gloucester          | 32-15 |
| 20-1-2008  | Gloucester – Ulster           | 29-31 |
| 20-1-2008  | Bourgoin-Jallieu – Ospreys    | 21-28 |

#### Classifica
| Pos | Squadra          | G | V | N | P | PF  | PS  | P±  | BP | PT |
| --- | ---------------- | - | - | - | - | --- | --- | --- | -- | -- |
| B1  | Gloucester       | 6 | 5 | 0 | 1 | 184 | 119 | 65  | 4  | 24 |
| B2  | Ospreys          | 6 | 5 | 0 | 1 | 164 | 102 | 62  | 1  | 21 |
| B3  | Bourgoin-Jallieu | 6 | 1 | 0 | 5 | 118 | 174 | −56 | 4  | 8  |
| B4  | Ulster           | 6 | 1 | 0 | 5 | 102 | 173 | −71 | 1  | 5  |

### Girone C
|            | Incontri                    |       |
| ---------- | --------------------------- | ----- |
| 10-11-2007 | Stade français – Harlequins | 37-17 |
| 11-11-2007 | Cardiff – Bristol           | 34-18 |
| 17-11-2007 | Harlequins – Cardiff        | 13-13 |
| 18-11-2007 | Bristol – Stade français    | 17-0  |
| 8-12-2007  | Harlequins – Bristol        | 3-17  |
| 9-12-2007  | Stade français – Cardiff    | 12-6  |
| 15-12-2007 | Cardiff – Stade français    | 31-21 |
| 16-12-2007 | Bristol – Harlequins        | 20-17 |
| 11-1-2008  | Cardiff – Harlequins        | 23-12 |
| 11-1-2008  | Stade français – Bristol    | 19-11 |
| 20-1-2008  | Harlequins – Stade français | 10-31 |
| 20-1-2008  | Bristol – Cardiff           | 0-17  |

#### Classifica
| Pos | Squadra        | G | V | N | P | PF  | PS  | P±  | BP | PT |
| --- | -------------- | - | - | - | - | --- | --- | --- | -- | -- |
| C1  | Cardiff Blues  | 6 | 4 | 1 | 1 | 124 | 76  | 48  | 2  | 20 |
| C2  | Stade français | 6 | 4 | 0 | 2 | 120 | 92  | 28  | 2  | 18 |
| C3  | Bristol        | 6 | 3 | 0 | 3 | 83  | 80  | 3   | 0  | 12 |
| C4  | Harlequins     | 6 | 0 | 1 | 5 | 62  | 141 | −79 | 0  | 2  |

### Girone D
|            | Incontri            |       |
| ---------- | ------------------- | ----- |
| 10-11-2007 | Viadana – Biarritz  | 11-19 |
| 11-11-2007 | Saracens – Glasgow  | 33-31 |
| 16-11-2007 | Glasgow – Viadana   | 41-31 |
| 17-11-2007 | Biarritz – Saracens | 22-21 |
| 8-12-2007  | Saracens – Viadana  | 71-7  |
| 9-12-2007  | Glasgow – Biarritz  | 9-6   |
| 14-12-2007 | Biarritz – Glasgow  | 21-14 |
| 15-12-2007 | Viadana – Saracens  | 26-34 |
| 12-1-2008  | Viadana – Glasgow   | 15-18 |
| 12-1-2008  | Saracens – Biarritz | 45-16 |
| 18-1-2008  | Glasgow – Saracens  | 17-21 |
| 18-1-2008  | Biarritz – Viadana  | 21-16 |

#### Classifica
| Pos | Squadra          | G | V | N | P | PF  | PS  | P±   | BP | PT |
| --- | ---------------- | - | - | - | - | --- | --- | ---- | -- | -- |
| D1  | Saracens         | 6 | 5 | 0 | 1 | 225 | 119 | 106  | 4  | 24 |
| D2  | Biarritz         | 6 | 4 | 0 | 2 | 109 | 116 | −7   | 2  | 18 |
| D3  | Glasgow Warriors | 6 | 3 | 0 | 3 | 130 | 127 | 3    | 4  | 16 |
| D4  | Viadana          | 6 | 0 | 0 | 6 | 106 | 208 | −102 | 3  | 3  |

### Girone E
|            | Incontri            |       |
| ---------- | ------------------- | ----- |
| 10-11-2007 | Wasps – Munster     | 24-23 |
| 11-11-2007 | Clermont – Scarlets | 48-21 |
| 17-11-2007 | Scarlets – Wasps    | 17-33 |
| 18-11-2007 | Munster – Clermont  | 36-13 |
| 8-12-2007  | Clermont – Wasps    | 37-27 |
| 8-12-2007  | Scarlets – Munster  | 16-29 |
| 15-12-2007 | Wasps – Clermont    | 25-24 |
| 16-12-2007 | Munster – Scarlets  | 22-13 |
| 13-1-2008  | Wasps – Scarlets    | 40-7  |
| 13-1-2008  | Clermont – Munster  | 26-19 |
| 19-1-2008  | Scarlets – Clermont | 0-41  |
| 19-1-2008  | Munster – Wasps     | 19-3  |

#### Classifica
| Pos | Squadra           | G | V | N | P | PF  | PS  | P±   | BP | PT |
| --- | ----------------- | - | - | - | - | --- | --- | ---- | -- | -- |
| E1  | Munster           | 6 | 4 | 0 | 2 | 148 | 95  | 53   | 3  | 19 |
| E2  | Clermont          | 6 | 4 | 0 | 2 | 189 | 128 | 61   | 3  | 19 |
| E3  | London Wasps      | 6 | 4 | 0 | 2 | 152 | 127 | 25   | 2  | 18 |
| E4  | Llanelli Scarlets | 6 | 0 | 0 | 6 | 74  | 213 | −139 | 0  | 0  |

### Girone F
|            | Incontri              |       |
| ---------- | --------------------- | ----- |
| 10-11-2007 | Leinster – Leicester  | 22-9  |
| 11-11-2007 | Edimburgo – Tolosa    | 15-19 |
| 17-11-2007 | Leicester – Edimburgo | 39-0  |
| 18-11-2007 | Tolosa – Leinster     | 33-6  |
| 7-12-2007  | Leinster – Edimburgo  | 28-14 |
| 8-12-2007  | Leicester – Tolosa    | 14-9  |
| 15-12-2007 | Edimburgo – Leinster  | 29-10 |
| 16-12-2007 | Tolosa – Leicester    | 22-11 |
| 12-1-2008  | Leinster – Tolosa     | 20-13 |
| 12-1-2008  | Edimburgo – Leicester | 17-12 |
| 19-1-2008  | Leicester – Leinster  | 25-9  |
| 19-1-2008  | Tolosa – Edimburgo    | 34-10 |

#### Classifica
| Pos | Squadra   | G | V | N | P | PF  | PS  | P±  | BP | PT |
| --- | --------- | - | - | - | - | --- | --- | --- | -- | -- |
| F1  | Tolosa    | 6 | 4 | 0 | 2 | 130 | 76  | 54  | 4  | 20 |
| F2  | Leicester | 6 | 3 | 0 | 3 | 110 | 79  | 31  | 2  | 14 |
| F3  | Leinster  | 6 | 3 | 0 | 3 | 95  | 123 | −28 | 0  | 12 |
| F4  | Edimburgo | 6 | 2 | 0 | 4 | 85  | 142 | −57 | 1  | 9  |

## Seedingdopo la fase a gironi
| Pos | Squadra        | G | V | N | P | PF  | PS  | DP   | BMP | Pt |
| --- | -------------- | - | - | - | - | --- | --- | ---- | --- | -- |
| 1   | Saracens       | 6 | 5 | 0 | 1 | 225 | 119 | +106 | 4   | 24 |
| 2   | London Irish   | 6 | 5 | 0 | 1 | 182 | 100 | +82  | 4   | 24 |
| 3   | Gloucester     | 6 | 5 | 0 | 1 | 184 | 119 | +65  | 4   | 24 |
| 4   | Tolosa         | 6 | 4 | 0 | 2 | 130 | 76  | +54  | 4   | 20 |
| 5   | Cardiff Blues  | 6 | 4 | 1 | 1 | 124 | 76  | +48  | 2   | 20 |
| 6   | Munster        | 6 | 4 | 0 | 2 | 148 | 95  | +53  | 3   | 19 |
| 7   | Perpignano     | 6 | 5 | 0 | 1 | 171 | 79  | +92  | 2   | 22 |
| 8   | Ospreys        | 6 | 5 | 0 | 1 | 164 | 102 | +62  | 1   | 21 |
| 9   | Clermont       | 6 | 4 | 0 | 2 | 189 | 128 | +61  | 3   | 19 |
| 10  | Stade français | 6 | 4 | 0 | 2 | 120 | 92  | +28  | 2   | 18 |
| 11  | Biarritz       | 6 | 4 | 0 | 2 | 109 | 116 | −7   | 2   | 18 |
| 12  | Leicester      | 6 | 3 | 0 | 3 | 110 | 79  | +31  | 2   | 14 |

## Play-off
|  | Quarti di finale | Quarti di finale | Quarti di finale |         |              | Semifinale   | Semifinale | Semifinale |  |  | Finale | Finale | Finale |  |
|  |                  |                  |                  |         |              |              |            |            |  |  |        |        |        |  |
|  | 1                | Saracens         | 19               |         |              |              |            |            |  |  |        |        |        |  |
|  | 1                | Saracens         | 19               |         |              |              |            |            |  |  |        |        |        |  |
|  | 8                | Ospreys          | 10               |         |              |              |            |            |  |  |        |        |        |  |
|  | 8                | Ospreys          | 10               |         | Saracens     | Saracens     | 16         |            |  |  |        |        |        |  |
|  |                  |                  |                  |         | Saracens     | Saracens     | 16         |            |  |  |        |        |        |  |
|  |                  |                  | Munster          | Munster | 18           |              |            |            |  |  |        |        |        |  |
|  | 3                | Gloucester       | Munster          | Munster | 18           | 3            |            |            |  |  |        |        |        |  |
|  | 3                | Gloucester       |                  |         |              |              |            |            |  |  |        |        |        |  |
|  | 6                | Munster          | 16               |         |              |              |            |            |  |  |        |        |        |  |
|  | 6                | Munster          | 16               |         | Munster      | Munster      | 16         |            |  |  |        |        |        |  |
|  |                  |                  |                  |         |              |              |            |            |  |  |        |        |        |  |
|  |                  |                  | Tolosa           | Tolosa  | 13           |              |            |            |  |  |        |        |        |  |
|  | 2                | London Irish     | Tolosa           | Tolosa  | 13           | 20           |            |            |  |  |        |        |        |  |
|  | 2                | London Irish     |                  |         |              |              |            |            |  |  |        |        |        |  |
|  | 7                | Perpignano       | 9                |         |              |              |            |            |  |  |        |        |        |  |
|  | 7                | Perpignano       | 9                |         | London Irish | London Irish | 15         |            |  |  |        |        |        |  |
|  |                  |                  |                  |         | London Irish | London Irish | 15         |            |  |  |        |        |        |  |
|  |                  |                  | Tolosa           | Tolosa  | 21           |              |            |            |  |  |        |        |        |  |
|  | 4                | Tolosa           | Tolosa           | Tolosa  | 21           | 41           |            |            |  |  |        |        |        |  |
|  | 4                | Tolosa           |                  |         |              |              |            |            |  |  |        |        |        |  |
|  | 5                | Cardiff Blues    | 17               |         |              |              |            |            |  |  |        |        |        |  |

### Quarti di finale
| Arbitro: | Alain Rolland |

|                               |      |                         |
| Danaher 31’                   | mt   |                         |
| Hewat 21’, 24’, 53’, 56’, 62’ | c.p. | 5’, 27’, 37’ Montgomery |

| Arbitro: | Nigel Owens |

|          |      |                         |
|          | mt   | 37’ Dowling 61’ Howlett |
| Lamb 67’ | c.p. | 15’, 49’ O’Gara         |

| Arbitro: | Alan Lewis |

|                          |      |              |
| Leonelli 42’             | mt   | 74’ P. James |
| G. Jackson 42’           | tr   | 74’ Hook     |
| G. Jackson 10’, 15’, 59’ | c.p. | 2’ Hook      |
| G. Jackson 78’           | drop |              |

| Arbitro: | Wayne Barnes |

|                                               |      |                     |
| Médard 1’ Kunavore 61’ Clerc 71’ Bouilhou 78’ | mt   | 17’ Spice 67’ Blair |
| J.B. Élissalde 1’, 61’, 71’                   | tr   | 17’, 67’ Blair      |
| J.B. Élissalde 5’, 22’, 59’                   | c.p. | 27’ Blair           |
| J.B. Élissalde 27’ Heymans 80’                | drop |                     |

### Semifinali
| Arbitro: | Alan Lewis |

|                         |      |                              |
| Ojo 20’ Tagicakibau 44’ | mt   | 33’ Ahotaeiloa 39’ Servat    |
| Hewat 20’               | tr   | 39’ J.B. Élissalde           |
| Hewat 15’               | c.p. | 11’, 48’, 49’ J.B. Élissalde |

| Arbitro: | Nigel Owens |

|                          |      |                        |
| Ratuvou 5’               | mt   | 25’ O’Gara 40’ Quinlan |
| G. Jackson 5’            | tr   | 40’ O’Gara             |
| G. Jackson 43’, 57’, 71’ | c.p. | 8’, 62’ O’Gara         |

## Finale
| Arbitro: | Nigel Owens |

|                      |      |                    |
| Leamy 33’            | mt   | 54’ Donguy         |
| O’Gara 33’           | tr   | 54’ J.B. Élissalde |
| O’Gara 38’, 51’, 64’ | c.p. | 41’ Élissalde      |
|                      | drop | 10’ Élissalde      |